# Francis Maude
Francis Maude (Abingdon, 1953. július 4.) brit konzervatív politikus. 2005–2007 között a Konzervatív Párt elnöke volt, 2010 májusától a Miniszterelnöki Hivatal (Cabinet Office), valamint az Állami Kifizetőhivatal (Paymaster General) vezetője, a West Sussex-i Horsham választókerület parlamenti képviselője.

## Élete
Apja Agnus Maude báró, korábbi miniszter. A család 1958–1961 között Ausztráliában élt, majd visszaköltöztek Nagy-Britanniába.

### Tanulmányai
A Corpus Christi College-hoz tartozó Abingdon School magániskolába járt, ahol alap- és középfokú tanulmányait végezte. Ezt követően Cambridge-ban a College of Law-n szerzett jogi végzettséget.

### Szakmai és politikai karrierje
1977–1985 között ügyvédként dolgozott, szakterülete a büntetőjog volt. 1978-tól 1984-ig Westminster város tanácsosaként tevékenykedett.
1983-ban North Warwickshire választókerületben parlamenti képviselővé választották. Még ebben az évben Peter Morisson munkaügyi miniszter parlamenti titkára lett. 1987-ben tagja lett a brit kormánynak. 1987–1989 között a kereskedelmi és Ipari Minisztérium vállalati és fogyasztói ügyekért felelős minisztere, 1989–1990 között a Külügyi és Nemzetközösségi Minisztérium minisztere, majd 1990–1992 között a brit Államkincstár pénzügyi titkára volt.
Az 1992-es parlamenti választásokon nem jutott be a Képviselőházba, ekkor visszatért az üzleti életbe. 1992-től az ASDA Group áruházlánc igazgatója, 1992-től 1993-ig a Salmon Brothers igazgatója volt. 1993-tól 1997-ig a Morgan Stanley & Co. ügyvezető igazgatójaként dolgozott, miközben 1994–1997 között a kormány deregulációs munkacsoportját is vezette.
Az 1997-es parlamenti választáson ismét bejutott a Képviselőházba, Horsham választókerület képviselője lett. 1997-től az árnyékkabinetben töltött be tisztségeket. 1997–1998 között a Kulturális, Média- és Sportügyi Minisztérium árnyéktitkára, 1998-tól 2000-ig a Kincstár árnyékkancellárja, 2000–2001 között árnyék-külügyminiszter volt. 2005-től 2007-ig a Konzervatív Párt elnöki tisztségét töltötte be, majd 2007-től 2010-ig a Miniszterelnöki Hivatal árnyékminisztere volt
A 2010. május 12-én megalakult koalíciós kormányban a Miniszterelnöki Hivatalt vezető miniszterré nevezték ki.,

## Magánélete
Nős, felesége Christina Maude. Öt gyermekük van: Julia, Cecily, Harry, Alastair és Lydia. Kedvelt időtöltése az operaelőadások látogatása, a krikett és a síelés.

## Külső hivatkozások
- Hivatalos honlapja
- Életrajza a Konzervatív Párt honlapján